# Hooten a Lady: Lovci pokladů
Hooten a Lady: Lovci pokladů (v anglickém originále Hooten & the Lady) je britský dobrodružný televizní seriál o dvou lovcích pokladů. Ústřední dvojice je složená z kurátorky Britského muzea Lady Alexandry, která se spojí s charismatickým americkým dobrodruhem Hootenem. Postupně pátrají po mnohých pokladech jako Fabergého vejce či hrob Alexandra Velikého.
Seriál měl v Británii premiéru na Sky One dne 16. září 2016 a vysílal se do 4. listopadu 2016. Premiéra pro americké diváky proběhla na The CW dne 13. července 2017. Seriál byl zrušen po první řadě v srpnu 2017. V Česku byl seriál vysílán na televizní stanici Prima v roce 2017.

## Obsazení

### Hlavní role
- Michael Landes jako Ulysses Hooten
- Ophelia Lovibond jako lady Alexandra "Alex" Lindo-Parker
- Jessica Hynes jako Ella Bond
- Shaun Parkes jako Clive Stephenson

### Vedlejší role
- Jane Seymourová jako matka Alexy
- Jonathan Bailey jako Edward
- Vincent Regan jako Kane

## Seznam dílů
| Č. v seriálu | Původní název | Český název             | Režie             | Scénář          | Premiéra ve VB    |
| ------------ | ------------- | ----------------------- | ----------------- | --------------- | ----------------- |
| 1            | The Amazon    | Eldorádo                | Colin Teague      | Tony Jordan     | 16. září 2016     |
| 2            | Rome          | Kmotrovo proroctví      | Colin Teague      | James Payne     | 23. září 2016     |
| 3            | Egypt         | Alexandrova hrobka      | Justin Molotnikov | Richard Zajdlic | 30. září 2016     |
| 4            | Bhutan        | Buddhův svitek          | Justin Molotnikov | Jeff Povey      | 7. října 2016     |
| 5            | Ethiopia      | Lžíce královny ze Sáby  | Andy Hay          | Karla Crome     | 14. října 2016    |
| 6            | Moscow        | Fabergého vejce         | Julian Holmes     | Sarah Phelps    | 21. října 2016    |
| 7            | Cambodia      | Klenot Čintámani        | Daniel O'Hara     | Richard Zajdlic | 28. října 2016    |
| 8            | The Caribbean | Poklad kapitána Morgana | Daniel O'Hara     | Tony Jordan     | 4. listopadu 2016 |